# Grid computing
Grid computing is het aan elkaar koppelen van computers om ze zo samen aan één taak te laten rekenen. Door verschillende computers allerlei kleine taken te geven kunnen zij samen grotere berekeningen uitvoeren dan dat één aparte computer dat kan.
Er wordt geprobeerd de capaciteit van de verschillende computers zo goed mogelijk te gebruiken. Computers zijn steeds sneller geworden, maar de computers doen bij normaal gebruik het grootste gedeelte van de tijd niets. Ze staan klaar om iets te doen wanneer de gebruiker daar klaar voor is. Gelijktijdig is er een enorme hoeveelheid rekenwerk die niet wordt gedaan omdat de middelen er niet voor zijn. Door ze aan grid computing mee te laten doen, wordt hun capaciteit beter besteed.
Daartoe worden de deelnemende computers in een netwerk, in een grid met elkaar verbonden, waarin zij met elkaar kunnen communiceren, hun resultaten uitwisselen. In een grid kunnen allerlei verschillende computers samenwerken, het kunnen zowel personal computers als mainframe computers zijn.

## Typen grids
Er zijn verschillende typen grids te onderscheiden, onder andere:
1. Rekenkundige grids, waarbij de gridcomputers samen complexe problemen oplossen;
2. Data grids, waarbij de gridcomputers gezamenlijk een grote informatiebron beheren. Veel peer-to-peersoftware kan in feite gezien worden als een data grid.
3. Sensor grids. Hierbij bestaat de grid uit een groot aantal sensoren, snelle netwerken voor het datatransport en veel of grote computers voor de gegevensverwerking. LOFAR, een virtuele radiotelescoop, is een belangrijke exponent van sensor grids.
4. Distributed grids. Hierbij bestaat de Grid uit een groot aantal computers die gezamenlijk opereren. Veel van deze computers hebben allemaal andere taken maar als er een uit de grid wegvalt neemt een ander het over. Een goed voorbeeld van een commerciële applicatie wordt geleverd door het Finse bedrijf BaseN.

## Middleware
De Globus Toolkit is de de facto standaard voor de middleware voor grid computing. Deze toolkit heeft als doel om tot een open standaard te komen en tevens ruimte te bieden aan commerciële ontwikkelingen. gLite is een voorbeeld van gebruikte middleware, het is een programma van het CERN.
Voor desktop grids, zoals SETI en AlmereGrid, worden zowel open standaard gebaseerde middleware waaronder BOINC en Xtremweb, als commerciële grid-middleware gebruikt.
De ontwikkeling van een standaard voor grid-middleware ging eerst onder regie van het Global Grid Forum, maar dat is in juni 2006 in de nieuwe organisatie Open Grid Forum opgegaan. Open Grid Forum heeft nog wel hetzelfde doel.

## Evolutie van het computergebruik
Volgens analisten is grid computing een volgende stap in de evolutie van het computergebruik.
De volgende evolutionaire stappen worden onderscheiden:
1. Stand-alone computers
2. Computers met terminals
3. Computers verbonden in een (lokaal) netwerk
4. Computers verbonden via het internet
5. Computers actief in grid computing

## Voorbeelden
Een bekend voorbeeld van grid computing is het SETI@HOME-project, waarbij thuisgebruikers de capaciteit van hun machines ter beschikking konden stellen aan het zoeken naar buitenaards leven. Wanneer de computer niet werd gebruikt, voerde de computer op de achtergrond allerlei berekeningen uit. Binnen andere projecten kunnen gebruikers hun pc bijvoorbeeld ter beschikking stellen aan kankeronderzoek.